# Paul Van Hoof
Paul Van Hoof (* 1900 in Blankenberge; † 21. Dezember 1944 im KZ Groß-Rosen) war ein belgischer römisch-katholischer Geistlicher und Märtyrer.

## Leben
Paul Van Hoof wurde 1927 zum Priester geweiht. Er unterrichtete in Mechelen und wurde dann in Brüssel zuerst Vikar an der Kirche Saints-Jean-et-Étienne-aux-Minimes und dann Krankenhausgeistlicher am Hôpital Saint-Pierre.
Während der Besetzung durch das nationalsozialistische Deutschland unterstützte er den Widerstand. Am 3. September 1943 wurde er verhaftet und kam über die Gefängnisse Saint-Gilles/Sint-Gillis und Gent nach Groß-Strehlitz und von dort in das KZ Groß-Rosen. Dort starb er am 21. Dezember 1944 im Alter von 44 Jahren.